# Langlaufen op de Olympische Winterspelen
De olympische sportdiscipline langlaufen  staat sinds de eerste editie van de Olympische Winterspelen in 1924 op het programma.
Samen met de olympische sportdisciplines alpineskiën, freestyleskiën, noordse combinatie, schansspringen en snowboarden wordt het  langlaufen georganiseerd door de Fédération Internationale de Ski (FIS) onder auspiciën van het Internationaal Olympisch Comité. 

## Edities
| Spelen | Jaar | Gaststad / Gastland                                                           | Plaats                                                                        | Accommodatie(s)                                                               | Datum                                                                         | Landen                                                                        | Sporters                                                                      | Sporters                                                                      | Sporters                                                                      | Ond.                                                                          | Winnaar medaillespiegel                                                       |
| Spelen | Jaar | Gaststad / Gastland                                                           | Plaats                                                                        | Accommodatie(s)                                                               |                                                                               | Landen                                                                        | Totaal                                                                        | M                                                                             | V                                                                             | Ond.                                                                          | Winnaar medaillespiegel                                                       |
| ------ | ---- | ----------------------------------------------------------------------------- | ----------------------------------------------------------------------------- | ----------------------------------------------------------------------------- | ----------------------------------------------------------------------------- | ----------------------------------------------------------------------------- | ----------------------------------------------------------------------------- | ----------------------------------------------------------------------------- | ----------------------------------------------------------------------------- | ----------------------------------------------------------------------------- | ----------------------------------------------------------------------------- |
| XXV    | 2026 | Milaan en Cortina d'Ampezzo, Italië                                           | Tesero                                                                        | Stadio del fondo di Lago di Tesero                                            | 6–22 februari                                                                 |                                                                               |                                                                               |                                                                               |                                                                               | 12                                                                            |                                                                               |
| XXIV   | 2022 | Peking, China                                                                 | Zhangjiakou                                                                   | National Cross-Country Centre Guyangshu                                       | 5–20 februari                                                                 | 52                                                                            | 296                                                                           | 148                                                                           | 148                                                                           | 12                                                                            | Noorwegen                                                                     |
| XXIII  | 2018 | Pyeongchang, Zuid-Korea                                                       | Pyeongchang                                                                   | Alpensia Cross-Country Skiing Centre                                          | 10–25 februari                                                                | 65                                                                            | 316                                                                           | 182                                                                           | 134                                                                           | 12                                                                            | Noorwegen                                                                     |
| XXII   | 2014 | Sotsji, Rusland                                                               | Krasnaja Poljana                                                              | Laura Biathlon & Ski Complex                                                  | 8–23 februari                                                                 | 64                                                                            | 298                                                                           | 173                                                                           | 125                                                                           | 12                                                                            | Noorwegen                                                                     |
| XXI    | 2010 | Vancouver, Canada                                                             | Whistler                                                                      | Whistler Olympic Park                                                         | 15–25 februari                                                                | 55                                                                            | 292                                                                           | 162                                                                           | 129                                                                           | 12                                                                            | Noorwegen                                                                     |
| XX     | 2006 | Turijn, Italië                                                                | Pragelato                                                                     | Pragelato Plan                                                                | 11–26 februari                                                                | 53                                                                            | 307                                                                           | 183                                                                           | 124                                                                           | 12                                                                            | Zweden                                                                        |
| XIX    | 2002 | Salt Lake City, Verenigde Staten                                              | Midway                                                                        | Soldier Hollow                                                                | 9–24 februari                                                                 | 53                                                                            | 260                                                                           | 153                                                                           | 107                                                                           | 12                                                                            | Noorwegen                                                                     |
| XVIII  | 1998 | Nagano, Japan                                                                 | Hakuba                                                                        | Snow Harp                                                                     | 8–22 februari                                                                 | 37                                                                            | 228                                                                           | 126                                                                           | 102                                                                           | 10                                                                            | Rusland                                                                       |
| XVII   | 1994 | Lillehammer, Noorwegen                                                        | Lillehammer                                                                   | Birkebeineren-Skistadion                                                      | 13–27 februari                                                                | 35                                                                            | 197                                                                           | 117                                                                           | 80                                                                            | 10                                                                            | Noorwegen                                                                     |
| XVI    | 1992 | Albertville, Frankrijk                                                        | Hauteluce                                                                     | Les Saisies                                                                   | 9–22 februari                                                                 | 40                                                                            | 223                                                                           | 139                                                                           | 84                                                                            | 10                                                                            | Noorwegen                                                                     |
| XV     | 1988 | Calgary, Canada                                                               | Calgary                                                                       | Canmore Nordic Centre                                                         | 14–27 februari                                                                | 35                                                                            | 197                                                                           | 120                                                                           | 77                                                                            | 8                                                                             | Sovjet-Unie                                                                   |
| XIV    | 1984 | Sarajevo, Joegoslavië                                                         | Hadžići                                                                       | Igman, Veliko Polje                                                           | 9–19 februari                                                                 | 32                                                                            | 179                                                                           | 114                                                                           | 65                                                                            | 8                                                                             | Finland                                                                       |
| XIII   | 1980 | Lake Placid, Verenigde Staten                                                 | Lake Placid                                                                   | Cross Country Biathlon Center                                                 | 14–23 februari                                                                | 24                                                                            | 131                                                                           | 86                                                                            | 45                                                                            | 7                                                                             | Sovjet-Unie                                                                   |
| XII    | 1976 | Innsbruck, Oostenrijk                                                         | Seefeld in Tirol                                                              | Olympiaregion Seefeld                                                         | 5–14 februari                                                                 | 24                                                                            | 165                                                                           | 114                                                                           | 51                                                                            | 7                                                                             | Sovjet-Unie                                                                   |
| XI     | 1972 | Sapporo, Japan                                                                | Sapporo                                                                       | Makomanai-Park                                                                | 4–13 februari                                                                 | 24                                                                            | 152                                                                           | 104                                                                           | 48                                                                            | 7                                                                             | Sovjet-Unie                                                                   |
| X      | 1968 | Grenoble, Frankrijk                                                           | Autrans-Méaudre en Vercors                                                    | Autrans                                                                       | 7–17 februari                                                                 | 25                                                                            | 147                                                                           | 110                                                                           | 37                                                                            | 7                                                                             | Noorwegen                                                                     |
| IX     | 1964 | Innsbruck, Oostenrijk                                                         | Seefeld in Tirol                                                              | Olympiaregion Seefeld                                                         | 30 januari – 8 februari                                                       | 24                                                                            | 151                                                                           | 113                                                                           | 38                                                                            | 7                                                                             | Sovjet-Unie                                                                   |
| VIII   | 1960 | Squaw Valley, Verenigde Staten                                                | Squaw Valley                                                                  | McKinney Creek Stadium                                                        | 19–27 februari                                                                | 19                                                                            | 112                                                                           | 88                                                                            | 24                                                                            | 6                                                                             | Zweden                                                                        |
| VII    | 1956 | Cortina d'Ampezzo, Italië                                                     | Pragelato                                                                     | Stadio della neve                                                             | 27 januari – 4 februari                                                       | 20                                                                            | 150                                                                           | 109                                                                           | 41                                                                            | 6                                                                             | Sovjet-Unie                                                                   |
| VI     | 1952 | Oslo, Noorwegen                                                               | Holmenkollen                                                                  | Holmenkollen                                                                  | 18–23 februari                                                                | 18                                                                            | 137                                                                           | 117                                                                           | 19                                                                            | 4                                                                             | Finland                                                                       |
| V      | 1948 | Sankt Moritz, Zwitserland                                                     | Sankt Moritz                                                                  | Stazerwald                                                                    | 31 januari – 7 februari                                                       | 15                                                                            | 106                                                                           | 106                                                                           | –                                                                             | 3                                                                             | Zweden                                                                        |
| -      | 1944 | Toegekend aan Cortina d'Ampezzo, maar afgelast vanwege de Tweede Wereldoorlog | Toegekend aan Cortina d'Ampezzo, maar afgelast vanwege de Tweede Wereldoorlog | Toegekend aan Cortina d'Ampezzo, maar afgelast vanwege de Tweede Wereldoorlog | Toegekend aan Cortina d'Ampezzo, maar afgelast vanwege de Tweede Wereldoorlog | Toegekend aan Cortina d'Ampezzo, maar afgelast vanwege de Tweede Wereldoorlog | Toegekend aan Cortina d'Ampezzo, maar afgelast vanwege de Tweede Wereldoorlog | Toegekend aan Cortina d'Ampezzo, maar afgelast vanwege de Tweede Wereldoorlog | Toegekend aan Cortina d'Ampezzo, maar afgelast vanwege de Tweede Wereldoorlog | Toegekend aan Cortina d'Ampezzo, maar afgelast vanwege de Tweede Wereldoorlog | Toegekend aan Cortina d'Ampezzo, maar afgelast vanwege de Tweede Wereldoorlog |
| -      | 1940 | Toegekend aan Sapporo, maar afgelast vanwege de Tweede Wereldoorlog           | Toegekend aan Sapporo, maar afgelast vanwege de Tweede Wereldoorlog           | Toegekend aan Sapporo, maar afgelast vanwege de Tweede Wereldoorlog           | Toegekend aan Sapporo, maar afgelast vanwege de Tweede Wereldoorlog           | Toegekend aan Sapporo, maar afgelast vanwege de Tweede Wereldoorlog           | Toegekend aan Sapporo, maar afgelast vanwege de Tweede Wereldoorlog           | Toegekend aan Sapporo, maar afgelast vanwege de Tweede Wereldoorlog           | Toegekend aan Sapporo, maar afgelast vanwege de Tweede Wereldoorlog           | Toegekend aan Sapporo, maar afgelast vanwege de Tweede Wereldoorlog           | Toegekend aan Sapporo, maar afgelast vanwege de Tweede Wereldoorlog           |
| IV     | 1936 | Garmisch-Partenkirchen, Duitsland                                             | Garmisch-Partenkirchen                                                        | Olympia-Skistadion                                                            | 10–15 februari                                                                | 22                                                                            | 109                                                                           | 109                                                                           | –                                                                             | 3                                                                             | Zweden                                                                        |
| III    | 1932 | Lake Placid, Verenigde Staten                                                 | Lake Placid                                                                   | James B. Sheffield Olympic Skating Rink                                       | 10–13 februari                                                                | 11                                                                            | 58                                                                            | 58                                                                            | –                                                                             | 2                                                                             | Finland                                                                       |
| II     | 1928 | Sankt Moritz, Zwitserland                                                     | Sankt Moritz                                                                  | Olympia-Skistadion                                                            | 14–17 februari                                                                | 15                                                                            | 74                                                                            | 74                                                                            | –                                                                             | 2                                                                             | Noorwegen                                                                     |
| I      | 1924 | Chamonix-Mont-Blanc, Frankrijk                                                | Chamonix-Mont-Blanc                                                           | Stade Olympique de Chamonix                                                   | 30 januari – 2 februari                                                       | 12                                                                            | 59                                                                            | 59                                                                            | –                                                                             | 2                                                                             | Noorwegen                                                                     |

## Onderdelen
| Onderdeel             | Onderdeel              | 24 | 28 | 32 | 36 | 48 | 52 | 56 | 60 | 64 | 68 | 72 | 76 | 80 | 84 | 88 | 92 | 94 | 98 | 02 | 06 | 10 | 14 | 18 | 22 | 26 | Totaal |
| --------------------- | ---------------------- | -- | -- | -- | -- | -- | -- | -- | -- | -- | -- | -- | -- | -- | -- | -- | -- | -- | -- | -- | -- | -- | -- | -- | -- | -- | ------ |
| Mannen                | Korte afstand (*)      | •  | •  | •  | •  | •  | •  | •  | •  | •  | •  | •  | •  | •  | •  | •  | •  | •  | •  | •  | •  | •  | •  | •  | •  | •  | 25     |
| Mannen                | Lange afstand (50 km)  | •  | •  | •  | •  | •  | •  | •  | •  | •  | •  | •  | •  | •  | •  | •  | •  | •  | •  | •  | •  | •  | •  | •  | •  | •  | 25     |
| Mannen                | Estafette              |    |    |    | •  | •  | •  | •  | •  | •  | •  | •  | •  | •  | •  | •  | •  | •  | •  | •  | •  | •  | •  | •  | •  | •  | 22     |
| Mannen                | Achtervolging/skiatlon |    |    |    |    |    |    |    |    |    |    |    |    |    |    |    | •  | •  | •  | •  | •  | •  | •  | •  | •  | •  | 10     |
| Mannen                | Sprint                 |    |    |    |    |    |    |    |    |    |    |    |    |    |    |    |    |    |    | •  | •  | •  | •  | •  | •  | •  | 7      |
| Mannen                | Teamsprint             |    |    |    |    |    |    |    |    |    |    |    |    |    |    |    |    |    |    |    | •  | •  | •  | •  | •  | •  | 6      |
|                       |                        |    |    |    |    |    |    |    |    |    |    |    |    |    |    |    |    |    |    |    |    |    |    |    |    |    |        |
| Vrouwen               | Korte afstand (*)      |    |    |    |    |    |    |    |    | •  | •  | •  | •  | •  | •  | •  | •  | •  | •  | •  | •  | •  | •  | •  | •  | •  | 17     |
| Vrouwen               | Lange afstand (*)      |    |    |    |    |    |    |    |    |    |    |    |    |    | •  | •  | •  | •  | •  | •  | •  | •  | •  | •  | •  | •  | 12     |
| Vrouwen               | Estafette              |    |    |    |    |    |    | •  | •  | •  | •  | •  | •  | •  | •  | •  | •  | •  | •  | •  | •  | •  | •  | •  | •  | •  | 19     |
| Vrouwen               | Achtervolging/skiatlon |    |    |    |    |    |    |    |    |    |    |    |    |    |    |    | •  | •  | •  | •  | •  | •  | •  | •  | •  | •  | 10     |
| Vrouwen               | Sprint                 |    |    |    |    |    |    |    |    |    |    |    |    |    |    |    |    |    |    | •  | •  | •  | •  | •  | •  | •  | 7      |
| Vrouwen               | Teamsprint             |    |    |    |    |    |    |    |    |    |    |    |    |    |    |    |    |    |    |    | •  | •  | •  | •  | •  | •  | 6      |
| Totaal                | Totaal                 | 2  | 2  | 2  | 3  | 3  | 4  | 6  | 6  | 7  | 7  | 7  | 7  | 7  | 8  | 8  | 10 | 10 | 10 | 12 | 12 | 12 | 12 | 12 | 12 | 12 | 193    |
| Afgevoerde onderdelen | Middenafstand (*) (m)  |    |    |    |    |    |    | •  | •  | •  | •  | •  | •  | •  | •  | •  | •  | •  | •  | •  |    |    |    |    |    |    | 13     |
| Afgevoerde onderdelen | Middenafstand (*) (v)  |    |    |    |    |    | •  | •  | •  | •  | •  | •  | •  | •  | •  | •  | •  | •  | •  | •  |    |    |    |    |    |    | 14     |

(*) variable afstanden (zie voor specificatie op Lijst van olympische medaillewinnaars langlaufen).

## Medaillewinnaars
Succesvolste olympiërs
De 'succesvolste olympiër' bij het langlaufen is de Noorse Marit Bjørgen die op de Spelen van 2018 haar landgenoot en biatleet Ole Einar Bjørndalen afloste als 'succesvolste winterolympiër' aller tijden. Zij behaalde acht gouden, vier zilveren en drie bronzen medailles op zes verschillende onderdelen. Haar totaal van vijftien medailles is ook het grootste aantal door een winterolympiër behaald. In 2018 loste ze eveneens haar landgenoot Bjørn Dæhlie als 'succescolste' langlaufer, die acht gouden en vier zilveren medailles won op vijf onderdelen. Naast Bjørgen en Dæhlie wonnen tien andere langlaufers (m/v) ten minste vier gouden medailles.
| P  | Olympiër               | Land | Editie(s) | Goud | Zilver | Brons | T  | Onderdeel                                                                           |
| -- | ---------------------- | ---- | --------- | ---- | ------ | ----- | -- | ----------------------------------------------------------------------------------- |
| 1  | Marit Bjørgen          | NOR  | 2002-2018 | 8    | 4      | 3     | 15 | 10 km (3), 30 km (3), achtervolging (3), sprint (1), team sprint (2), estafette (3) |
| 2  | Bjørn Dæhlie           | NOR  | 1992-1998 | 8    | 4      | 0     | 12 | 10 km (2), 30 km (2), 50 km (2), achtervolging (3), estafette (3)                   |
| 3  | Ljoebov Jegorova       | URS  | 1992-1994 | 6    | 3      | 0     | 9  | 5 km (2), 15 km (2), achtervolging (2), 30 km (1), estafette (2)                    |
| 4  | Larisa Lazoetina       | RUS  | 1992-1998 | 5    | 1      | 1     | 7  | 5 km (1), 15 km (1), 30 km (1), achtervolging (1), estafette (3)                    |
| 4  | Johannes Høsflot Klæbo | NOR  | 2018-2022 | 5    | 1      | 1     | 7  | sprint (2), teamsprint (2), estafette (2), 15km (1)                                 |
| 6  | Thomas Alsgaard        | NOR  | 1994-2002 | 5    | 1      | 0     | 6  | 30 km (1), achtervolging (2), estafette (3)                                         |
| 7  | Raisa Smetanina        | URS  | 1976-1992 | 4    | 5      | 1     | 10 | km (2), 10 km (3), 20 km (2), estafette (3)                                         |
| 8  | Sixten Jernberg        | SWE  | 1956-1964 | 4    | 3      | 2     | 9  | 15 km (3), 30 km (2), 50 km (2), estafette (2)                                      |
| 9  | Galina Koelakova       | URS  | 1968-1980 | 4    | 2      | 2     | 8  | 5 km (2), 10 km (2), estafette (4)                                                  |
| 10 | Gunde Svan             | SWE  | 1984-1988 | 4    | 1      | 1     | 6  | 15 km (1), 30 km (1), 50 km (2), estafette (2                                       |
| 10 | Therese Johaug         | NOR  | 2010-2022 | 4    | 1      | 1     | 6  | 10km (2), 30km (2), skiatlon (1), estafette (1)                                     |
| 11 | Nikolaj Zimjatov       | URS  | 1980-1984 | 4    | 1      | 0     | 5  | 30 km (2), 50 km (1), estafette (2)                                                 |
| 12 | Thomas Wassberg        | SWE  | 1980-1988 | 4    | 0      | 0     | 4  | 15 km (1), 50 km (1), estafette (2)                                                 |
| 12 | Dario Cologna          | SUI  | 2010-2018 | 4    | 0      | 0     | 4  | 15 km (3), achtervolging (1)                                                        |

## Medaillespiegel
Tot en met de Olympische Winterspelen van 2022.
| Plaats | Land                           | NOC    | Goud | Zilver | Brons | Totaal |
| ------ | ------------------------------ | ------ | ---- | ------ | ----- | ------ |
| 1      | Noorwegen                      | NOR    | 52   | 43     | 34    | 129    |
| 2      | Zweden                         | SWE    | 32   | 27     | 25    | 84     |
| 3      | Sovjet-Unie                    | URS    | 25   | 22     | 21    | 68     |
| 4      | Finland                        | FIN    | 22   | 27     | 37    | 86     |
| 5      | Rusland                        | RUS    | 14   | 10     | 9     | 33     |
| 6      | Italië                         | ITA    | 9    | 14     | 13    | 36     |
| 7      | Russische ploeg                | ROC    | 4    | 4      | 3     | 11     |
| 8      | Estland                        | EST    | 4    | 2      | 1     | 7      |
| 9      | Zwitserland                    | SUI    | 4    | 0      | 4     | 8      |
| 10     | Duitsland                      | GER    | 3    | 10     | 4     | 17     |
| 11     | Gezamenlijk team               | EUN    | 3    | 2      | 4     | 9      |
| 12     | Polen                          | POL    | 2    | 1      | 2     | 5      |
| 13     | DDR                            | GDR    | 2    | 1      | 1     | 4      |
| 14     | Canada                         | CAN    | 2    | 1      | 0     | 3      |
| 15     | Tsjechië                       | CZE    | 1    | 5      | 3     | 9      |
| 16     | Oostenrijk                     | AUT    | 1    | 2      | 3     | 6      |
| 17     | Kazachstan                     | KAZ    | 1    | 2      | 1     | 4      |
| 17     | Verenigde Staten               | USA    | 1    | 2      | 1     | 4      |
| 19     | Olympische atleten uit Rusland | OAR    | 0    | 3      | 5     | 8      |
| 20     | Tsjecho-Slowakije              | TCH    | 0    | 1      | 4     | 5      |
| 20     | Frankrijk                      | FRA    | 0    | 1      | 4     | 5      |
| 22     | Slovenië                       | SLO    | 0    | 0      | 2     | 2      |
| 23     | Bulgarije                      | BUL    | 0    | 0      | 1     | 1      |
| Totaal | Totaal                         | Totaal | 182  | 180    | 182   | 544    |

In 2002 werd er op het onderdeel mannen achtervolging tweemaal goud uitgereikt en geen zilver. 
In 2018 werd er op het onderdeel vrouwen 10 kilometer vrijestijl tweemaal brons uitgereikt. 
Chamonix 1924 · 
St. Moritz 1928 · 
Lake Placid 1932 · 
Garmisch-Partenkirchen 1936 · 
St. Moritz 1948 · 
Oslo 1952 · 
Cortina d'Ampezzo 1956 · 
Squaw Valley 1960 · 
Innsbruck 1964 · 
Grenoble 1968 · 
Sapporo 1972 · 
Innsbruck 1976 · 
Lake Placid 1980 · 
Sarajevo 1984 · 
Calgary 1988 · 
Albertville 1992 · 
Lillehammer 1994 · 
Nagano 1998 · 
Salt Lake City 2002 · 
Turijn 2006 · 
Vancouver 2010 · 
Sotsji 2014 · 
Pyeongchang 2018 · 
Peking 2022 
Lijst van olympische medaillewinnaars
Olympische Zomerspelen
Olympische Winterspelen
Gerelateerd
Olympische Jeugdspelen · Paralympische Spelen · Deaflympische Spelen · Special Olympic World Games
IOC · COA · BOIC · NOC*NSF · NAOC · SOC